# Енвер-паша
Ізмаїл Енвер (більше відомий як Енвер-бей або Енвер-паша, осман. اسماعيل انور, тур. Enver Paşa, 22 листопада 1881, Стамбул, Османська імперія — 4 серпня 1922, Бухари, Бухарська НРС, нині Вальджуван, Таджикистан) — османський і туркестанський політичний і військовий діяч. Активний учасник молодотурецької революції 1908 р., один з лідер молодотурецької партії «Єднання та прогрес». Військовий міністр Османської імперії під час Першої Світової війни. Один з ініціаторів, учасників та ідеологів геноциду вірмен 1915, засуджений за воєнні злочини турецьким військовим трибуналом 1919—1920. Один з лідерів Басмацького руху в Центральній Азії, ідеолог та практик пантюркізму.

## Революціонер
Ізмаїл Енвер народився в Стамбулі, в родині залізничника з Монастіра. З відзнакою закінчив військове училище і школу Генерального штабу. У 1906 р. отримав звання майора (що дозволяло йому іменуватися Енвер-бей) і був відряджений до Салонік, в розташування Третьої армії. Уже на місці служби був залучений до діяльності місцевого комітету руху «Єднання і прогрес». У 1908 р. підпільників виявили і Енвера вирішили заарештувати, відкликавши до Стамбула, — під приводом присвоєння генеральського звання. Проте саме в цей час спалахнула Молодотурецька революція. Енвер-бей був серед перших, хто приєднався до повстання — разом із своїм загоном у 200 чоловік.
У 1911 р. воював проти італійців в Триполітанії; за Першої світової війни був головним командантом османської армії, воєнними міністром і властивим керманичем османської закордонної політики[що це?] за світової війни.

## Військовий диктатор
Із початком Першої світової війни, Оттоманська імперія майже одразу зазнала розгромної поразки, коли Третя армія під керівництвом Енвер-паші була розгромлена у східній Анатолії в грудні 1914 р., під час зірваного наступу на росіян.
У листопаді 1914 р., з доручення Головної Української Ради, що, перед наступом російських військ на Галичину, перенеслася була до Відня, відвідали Енвер-пашу в Константинополі др. Л. Цегельський описав цю зустріч у львівському «Ділі» ч.94 (1. V. 1924):
|  | «...(У понеділок 9 листопада 1914 р.) о год 4 по пол. прийняв нас Енверпаша в палаті міністерства військових справ. При вході військова сторожа спрезентувала зброю (віддала пошану Є.0.) а дижурний офіцер завів нас до великої залі офіційних прийнять, де за хвилинку з'явився Енвер-паша у мундурі турецького генерала. Д-р Цегельський промовив коротко про ціль нашого приїзду і подав брошуру д-ра Ст. Рудницького «Україна унд Українер», яку ми роздавали всім, у кого були. Енвер-паша, став говорити з нами цілком ділово німецькою мовою, якою володів дуже плавно. Розгорнувши мапу України, сказав, що Україна й Туреччина мають спільного ворога в Московщині, і тому українські державницькі змагання зрозумілі й симпатичні кожному туркові, і Туреччина бажала б собі, щоб теперішня війна зродила самостійну й незалежну українську державу. При ньому згадав, що він гаряче бажає щоб вернулися ті часи, коли провідники козацької держави (Дорошенко, Орлик) обезпечення України бачили в тісному союзі з Оттоманською державою. Став розпитувати про наші військові організацій і довідався про УСС та їхнє призначення. Питав також, чи можлива революція в Україні, чим поставив нас у досить клопітливе становище. Ми відповіли, що на збройну революцію під цю пору, з огляду на воєнні відносини годі рахувати, але евентуальний розгром Росії середніми державами спричинить без сумніву проголошення української держави. Цю справу трактував Енвер-паша зовсім поважно кажучи, що процес творення національних держав не спиниться на кордонах Росії як свого часу не спинився на кордонах історичної отаманської держави, а в постанні української держави бачить він найліпшу охорону Туреччини перед російським натиском. Дивлячися на мапу України, запитав нас, які поставиться українська держава до татар у Криму, який, очевидно, на його думку, буде належати Україні. Заспокоїла його наша відповідь, що в демократичній українській державі, кримські татари одержать самоуправу. Прощаючися з нами, побажав нам здійснення наших змагань та щоб ми стали добрими сусідами...» |

## Геноцид вірмен
Енвер-пашу разом із Талаат-пашою та Джемаль-пашою вірмени вважають одними із головних організаторів геноциду. Звинувачення на його адресу лунають і щодо переслідувань греків і ассирійців. За різними даними, жертвами етнічних чисток в Османської імперії під час Першої світової стали не менше 4 мільйонів людей. Енвер ніколи не приховував, що ще в 1914 році, підозрюючи, що прихильники Росії серед вірменської громади планували повстання, він наказав роззброїти та демобілізувати вірменських рекрутів. Вірмени стверджують, що згодом вони були заслані у трудові табори, де їх масово страчували. Турецькі джерела, однак, стверджують, що демобілізовані рекрути повернулись до Вірменії. Енвер-паша не був безпосереднім виконавцем геноциду вірменського народу в 1915 р., але, відповідно до вірменських джерел, 19 травня 1916 р. Енвер оголосив: «Оттоманська Імперія повинна бути очищена від вірмен та ліванців. Перших ми знищили мечем, других ми знищимо голодом». Далі він сказав: «Я цілком погоджуюсь взяти на себе відповідальність за все, що сталось».

## Емігрант
Після підписання Мудросського перемир'я з Антантою (1918) Енвер залишив Османську імперію на німецькому підводному човні. Жив у Берліні під псевдо Алі-бей. Надзвичайний трибунал у Стамбулі заочно засудив Енвера до смертної кари, справжнє полювання на ексдиктатора влаштували і вірмени — організатори так званої операції «Немезида».
У 1919 р. Енвер зустрівся в Німеччині з представником Комінтерну Карлом Радеком, який запропонував йому співпрацю. На початку 1920 р. Енвер зі спільниками перебрався до Москви, де працював у Товаристві єдності революції з ісламом — своєрідному штабі з організації «східного фронту світової революції».
У новій ролі Енвер відвідує Берлін, потім — Баку, де бере участь у Конференції народів сходу. Поява Енвера на цьому заході викликала протест турецької делегації. Він ледве не став жертвою замаху, на його щастя — невдалого. Енвер їде до Батумі, принагідно вивчаючи можливість переходу турецького кордону і організації заколоту проти кемалістів. Зрозумівши безперспективність цих планів, повертається до Москви, а звідти вирушає до Туркестану.

## Повстанець
Енвер прибув до Бухари в 1921 році разом із радянськими представниками. Але швидко налагодив зв'язки як з урядом БНРР, так і з опозиційними йому повстанцями (басмачами). За його ініціативою в Туркестані був також створений підпільний Комітет національного єднання на чолі з верховним муфтієм Ташкенту Садретдіном-ходжою Шаріфходжаєвим. Відчувши себе лідером пантюркістського руху, Енвер урешті-решт звернувся до Москви з вимогою визнати і поважати незалежність Бухарської держави, забравши з її території частини Червоної Армії.
Наприкінці жовтня 1921 р. Енвер відкрито піднімає повстання проти червоних і перебирається до Східної Бухари (Таджикистану) з наміром об'єднати розрізнені загони басмачів. Лідер місцевих повстанців Ібрагім-бек сприйняв заклики Енвера з недовірою, роззброїв його загін і три місяці протримав його під арештом. І лише під тиском інших лідерів звільнив. Одразу після цього емір Сеїд Алім-хан призначив Енвера головнокомандувачем усіх повстанських загонів Туркестану.
Енвер виявився харизматичним лідером, який до того ж вміло використовував свій статус зятя халіфа (яким мешканці Туркестану визнавали османського султана). У лютому 1922 р. його війська зайняли Душанбе і почали швидко звільняти від червоних територію Бухари. Більшовики кілька разів пропонували Енверу укласти мир, погоджучись визнати його володарем Східної Бухари, однак той вимагав цілковитого звільнення Туркестану, сподіваючись перетворити його на незалежну пантюркістську державу.
У травні 1922 р. Червона Армія перейшла в контрнаступ. Ібрагім-бек відмовився надати Енверу допомогу, а коли той відступив до Локайської рівнини — завдав удару з тилу. Біля міста Бальджуан Енвер програв останню велику битву з червоними і 4 серпня 1922 року біля селища Чеджен загинув, потрапивши під кулеметний обстріл. Щоправда, червоний командир Яків Мелкумов (Акоп Мелкумян) згодом стверджував, що особисто вбив Енвера шаблею, натякаючи на помсту за його роль у геноциді вірмен.
Місце поховання Енвер-паші стало місцем масового паломництва місцевих мешканців, які називали курган «Азор Хазраті-шох» (тобто «мавзолей Святого Володаря»). Навіть зруйнувавши курган у 1930-х роках, радянська влада не змінила ставлення до пам'яті лідера повстанців. У 1996 р. прах Енвера урочисто повернули на батьківщину — до Туреччини.